# Bungo and Alchemist
Bungo and Alchemist (яп. 文豪とアルケミスト Bungō to Alchemist) — браузерная компьютерная игра, выпущенная компанией DMM, позже была также запущена на мобильных устройствах на базе Android и iOS. На ее основе было выпущено множество разнообразной печатной продукции, такой как антологии и романы, а также аудиодрамы, саундтреки и театральные постановки. В 2020 году был выпущен аниме-сериал Bungo and Alchemist -Gears of Judgement- студии OLM.

## Сюжет
Некие сущности, известные как «очернители», пытаются уничтожить великие произведения литературы. Для этого они проникают внутрь книг и стараются изменить их сюжет. Им противостоят великие литераторы — в основном известные японские авторы XX века, получившие возможность погружаться в книги и сражаться в них с очернителями. Задача защитников — убедиться, что история закончится так, как она была написана.

### Персонажи
Персонажи игры и их отношения между собой основаны на реальных японских писателях XX века. Их характеры упрощены и сведены до каких-то отдельных черт, что делает их «антропоморфными версиями их страниц из Википедии». В то же время многие факты из жизни писателей оказываются так или иначе обыграны в произведении, например, попытки суицида Дадзая или его 4-метровое письмо к наставнику.
- Осаму Дадзай (яп. 太宰治 Дадзай Осаму, озвучен: Юити Накамура) — один из литераторов и главный герой аниме, изначально оказавшийся плененным в своей книге «Беги, Мелос!». Большой поклонник Акутагавы и один из декадентов. В аниме его образ напоминает испорченного ребёнка, особенно в начале, когда конфликт вокруг спасения «Беги, Мелос!» строится на его обиде на своего учителя, не использовавшего своего влияния, чтобы обеспечить ему престижную награду[5]. Вокруг него также используется множество шуток о суициде[4].
- Рюноскэ Акутагава (яп. 芥川龍之介 Акутагава Рюносукэ, озвучен: Дзюнъити Сувабэ) — один из литераторов, а также один из героев и главный антагонист аниме. В аниме не в силах справиться с давлением и ожиданиями окружающих писатель создал свою копию — «второе я», выглядевшую в точности как он. После его смерти эта копия заключила договор с очернителями и под видом оригинального Акутагавы попыталась проникнуть в библиотеку, что ей удалось, но в пути она потеряла память. Из-за этого копия взялась помогать в борьбе с очернителями до тех пор, пока не прибыл оригинальный Акутагава и она не вспомнила, почему хочет уничтожить его книги.
- Кот (яп. ネコ нэко, озвучен: Гэнки Окава) — безымянный кот, один из работников библиотеки. Руководит литераторами от имени алхимика в аниме и помогает игроку в игре. Критиками высказывались предположения, что его образ навеян книгой «Ваш покорный слуга кот» Сосэки Нацумэ[3][4].

## Геймплей
Игрок берёт на себя роль специального библиотекаря, обладающего навыками к алхимии, которые позволяют ему призывать в библиотеку великих писателей прошлого с помощью гати или освобождая, проходя специальные уровни-книги. Полученных персонажей нужно прокачивать, поднимая им статы, уровни и раскрывая навыки через древо навыков, а затем собирать в команду и проходить уровни-книги. При погружении в книгу команда игрока получит возможность драться с «очернителями» — монстрами, пытающимися уничтожить известные произведения.

## Медиа

### Игра
Браузерная игра Bungo and Alchemist была создана компанией DMM Games и выпущена в ноябре 2016 года, а в июне 2017 года запущена её версия на Android и iOS. Количество предрегистраций мобильного предложения превысило 200 000 человек. Дзиро Исии обозначен как создатель мира игры, а Хидэки Сакамото выступает композитором.
В своем интервью Famitsu продюсер игры Кохэй Танигути рассказал, что он хотел создать игру про литературу и изначально была идея сделать героями персонажей книг, но по предложению Дзиро Исии было решено взять за основу образы их авторов. На ранних стадиях игра должна была подходить для игроков обоих полов, но из-за того, что «юноши, играющие в игры, обычно много не читают», акцент был сделан на женскую аудиторию.
Игра была хорошо принята после выхода, к ней также проявили интерес книжные магазины и литературные музеи. В некоторых из этих музеев были организованы специальные мероприятия при сотрудничестве с игрой. Например, в мемориальном музее Мусянокодзи (Тёфу) при участии актёра озвучки данного автора KENN, в мемориальном музее Кикути Кана (Такамацу, префектура Кагава), в расположенных в Канадзаве мемориальных музеях Сюсэя Токуды, Сайсэя Муро и Кёки Идзуми.

### Аниме
В конце 2019 года было объявлено, что на основе игры будет выпущено аниме под названием Bungo and Alchemist -Gears of Judgement- (яп. 文豪とアルケミスト～審判ノ歯車～ Bungō to Alchemist: Shinpan no Haguruma). Озвучиванием ролей займутся те же сэйю, что делали это для игры. Производством занялась студия OLM, режиссёром стал Тосинори Ватанабэ, сценаристом — Дзюн Кумагаи, дизайнером персонажей и ведущим аниматором — Ацуко Накадзима, а композитором — Хидэки Сакамото. Завершающую песню сериала Yabu no Naka no Synthesis исполняет Ёсино Нандзё, а начальную Good-Bye — юнит Urashimasakatasen. Сюжет аниме представляет собой оригинальную историю на основе мира игры.
Премьера аниме прошла 4 апреля 2020 года на каналах TV Tokyo, TV Osaka, TV Aichi и AT-X. После показа третьей серии стало известно о задержке выхода четвертой, её показ был отложен на две недели — с 24 апреля на 8 мая, в то время как 2 и 3 серию покажут заново. Причина задержки не была названа. После этого были показаны последовательно пятая, шестая и седьмая серии, но восьмая была вновь отложена и перенесена на 3 июля «из-за обстоятельств».
Funanimation лицензировала аниме в США, Канаде, Великобритании и Ирландии.
| 1 | Беги, Мелос! (走れメロス)                        | Осаму Дадзай, «Беги, Мелос!»                       | Тосинори Ватанабэ | Тосинори Ватанабэ | 4 апреля 2020 года  |
| Древняя Греция. Мелос получил отсрочку перед казнью, чтобы повидать сестру. Его место в руках тирана занял его друг — если Мелос не вернётся вовремя, то друга казнят вместо него. Всю дорогу назад Мелос бежит, чтобы успеть к назначенному сроку возвращения, а в дороге его сопровождает странный незнакомец, постоянно говорящий о «так должно быть». Прибывшего в последний момент Мелоса местный тиран спрашивает, точно ли он хочет спасти своего друга и друг ли он ему. Герой осознаёт, что это не друг, а предатель и пытается сам его убить. В сцену вмешивается незнакомец, утверждающий, что у истории должен быть счастливый конец. В этот момент Мелос наконец вспоминает, что на деле он Осаму Дадзай, а «предатель» — Харуо Сато, которого он винил в том, что не смог получить премию имени Рюноскэ Акутагавы. Незнакомец объясняет, что они находятся внутри книги, которую пытаются стереть из существования «очернители», изменив конец истории, и что нужно завершить историю правильно, чтобы остановить их. После того, как им это удается, Дадзай и незнакомец переносятся в библиотеку, которая является базой литераторов, сражающихся с очернителями, где Дадзая вводят в курс дела, а незнакомец наконец представляется как Рюноскэ Акутагава. |                                                  |                                                    |                   |                   |                     |
| 2 | Под сенью цветущих вишен (桜の森の満開の下 前編) | Сакагути Анго, «Под сенью цветущих вишен»          |                   | Тосинори Ватанабэ | 11 апреля 2020 года |
| Литераторы маются от скуки в библиотеке, из которой нет выхода. Кроме Дадзая и Акутагавы там также находятся Сюсэй Токуда, Тюя Накахара и Тосон Симадзаки. Возвращается раненный Сакуносукэ Ода, один из приятелей Дадзая, пострадавший при погружении в книгу третьего их друга — Сакагути Анго — «Под сенью цветущих вишен». Выясняется, что погрузиться в книгу для её спасения могут лишь те, кого туда согласится пустить запертый внутри оригинальный автор. В «Под сенью цветущих вишен» кроме Анго получается попасть только у Дадзая и Акутагавы, но они разлучаются при переходе. Дадзай видит цветущую сакуру, но пугается её и спешит уйти. Когда он достигает столицы, то встречает Анго, обезглавливающего людей вокруг. |                                                  |                                                    |                   |                   |                     |
| 3 | Под сенью цветущих вишен (桜の森の満開の下 後編) | Сакагути Анго, «Под сенью цветущих вишен»          |                   |                   | 18 апреля 2020 года |
| Акутагава и Дадзай ищут способ исправить книгу. В оригинале герой-разбойник должен убить свою жену, подбивающую его на убийства окружающих, но Анго не делает этого, боясь одиночества, что наступит после. Литераторы выманивают разбойника под цветущую сакуру, похитив его жену, чтобы попытаться все-таки очистить книгу. Очернитель прячется в образе жены и старается помешать им. |                                                  |                                                    |                   |                   |                     |
| 4 | Вой на Луну (月に吠える 前編)                    | —                                                  |                   | Тосинори Ватанабэ | 9 мая 2020 года     |
| В современной Японии обычный японский школьник встречает парня, любящего читать книги. Чтобы познакомиться с ним лучше, он тоже берёт в руки классику, при этом постоянно видит и слышит авторов книг, которые он читает, обсуждает или про которые ему рассказывают на уроках литературы. Его новый друг говорит о том, как его спасла книга Дадзая «Исповедь „неполноценного“ человека». Но однажды вдруг со страниц книг начинают пропадать слова, герой серии чувствует опустошенность и ищет своего друга. Когда он находит его, тот собирается ступить с крыши. |                                                  |                                                    |                   |                   |                     |
| 5 | Вой на Луну (月に吠える 後編)                    | Сакутаро Хагивара, «Вою на Луну»                   |                   | Тосинори Ватанабэ | 16 мая 2020 года    |
| Литераторы приходят в себя внутри книги и пытаются разобраться, что происходит. Они по очереди оказываются «убиты», а единственным подозреваемым каждый раз оказывается стоящий неподалеку стул. После того, как Акутагава разрубает его, они сталкиваются с очернителем и автором сборника Сакутаро Хагиварой. Хагивара заявляет, что добровольно сотрудничает с очернителем, так как желает уничтожить свои книги. Тем временем кот призывает в библиотеку Сайсэя Муро, автора, которого по-настоящему хочет видеть Хагивара. По прибытии Муро в книгу Хагивара объясняет, что винит себя и свои книги в том, что Муро оставил поэзию и начал писать прозу и именно поэтому он хочет уничтожить свои книги. |                                                  |                                                    |                   |                   |                     |
| 6 | Муки ада (地獄変 前編)                           | —                                                  |                   |                   | 23 мая 2020 года    |
| К команде в библиотеке присоединяются Санэацу Мусянокодзи и Наоя Сига. Первый из них подбивает всех на соревнование по посадке огорода в духе толстовства, как один из способов противостояния Сиги и Дадзая. И пока их команды соревнуются, победителями становятся Сюсэй Токуда и Тосон Симадзаки. Сига высказывает критику произведениям Акутагавы, с которой тот соглашается, высказывая желание, чтобы все его книги сгорели. |                                                  |                                                    |                   |                   |                     |
| 7 | Муки ада (地獄変 後編)                           | Рюноскэ Акутагава, «Муки ада»                      |                   | Тосинори Ватанабэ | 30 мая 2020 года    |
| «Муки ада» — история о живописце, способном рисовать лишь то, что видел своими глазами, и которому поручили создать ширму с изображением адских мук. Центральное полотно у него не получалось, так что лорд решает помочь ему с ним, сжигая на глазах у художника его любимую дочь. Никто из литераторов не может попасть внутрь книги, так что Сига и Дадзай силой пробиваются внутрь. Там они выслеживают очернителя сначала в теле заказчика ширмы, а потом - в теле дочери художника. Чтобы вернуть сюжет к тому, каким он был, Сига затаскивает в пламя очернителя и сгорает в нём вместе с ним на глазах у Акутагавы, занявшего в книге место живописца. |                                                  |                                                    |                   |                   |                     |
| 8 | Исповедь неполноценного человека (人間失格 前編) | —                                                  |                   |                   | 4 июля 2020 года    |
| Пока Осаму Дадзай ищет способ приободрить Акутагаву, Тосон Симадзаки старается разговорить Рюноскэ. Он высказывает предположение, что смена стиля и тона произведений Акутагавы — результат вселения в автора очернителя. В то же время Акутагава читает «Исповедь „неполноценного“ человека» и крайне негативно отзывается о ней, что сокрушает Дадзая. Симадзаки оказывается прав — очернитель действительно проник в Акутагаву, так что того запирают в темнице. |                                                  |                                                    |                   |                   |                     |
| 9 | Исповедь неполноценного человека (人間失格 後編) | Осаму Дадзай, «Исповедь „неполноценного“ человека» | Кадзуки Кавагоэ   | Кадзуки Кавагоэ   | 11 июля 2020 года   |
| Сакагути Анго и Сакуносукэ Ода — единственные, кого Дадзай пускает в свою книгу, так что они отправляются его спасать и вынуждены сражаться с искаженным образом Ёдзы Обы, главного героя книги, чью роль взял на себя в этот раз Дадзай. Акутагава намеренно очерняет роман «Осаму Дадзай» Кадзуо Дана, чтобы вытащить из него автора — ещё одного из друзей Дадзая. Дан успевает в последний момент, чтобы привести в чувство Дадзая. В библиотеку прибывают еще трое литераторов — Кан Кикути, Кумэ Масао, Хори Тацуо — в обществе… Акутагавы. |                                                  |                                                    |                   |                   |                     |
| 10 | В бамбуковой роще (藪の中)                       | Рюноскэ Акутагава, «В чаще»                        | Тосинори Ватанабэ | Тосинори Ватанабэ | 18 июля 2020 года   |
| Литераторы пытаются разобраться, кто же настоящий Акутагава и что же делать с тем, кто им не является. |                                                  |                                                    |                   |                   |                     |
| 11 | И была любовь, и была ненависть (恩讐の彼方に)   | Кан Кикути, «И была любовь, и была ненависть»      |                   | Тосинори Ватанабэ | 25 июля 2020 года   |
| В итоге Кан и другие решают казнить Акутагаву-очернителя с полного согласия последнего. Для этого они очерняют книгу Кана «И была любовь, и была ненависть» и отправляются в неё. В последний момент казнь останавливает Дадзай и его друзья. Пока литераторы дерутся, очернитель-Акутагава вспоминает, кто же он на самом деле. |                                                  |                                                    |                   |                   |                     |
| 12 | Зубчатые колёса (歯車 前編)                      | Рюноскэ Акутагава, «Зубчатые колёса»               |                   | Тосинори Ватанабэ | 1 августа 2020 года |
| Оригинальный Акутагава создал своё «второе я», когда не смог справиться с давлением и ожиданиями окружающих. Эта его копия всегда его понимала лучше всех и желала ему только добра. После смерти писателя «второе я» тоже должно было исчезнуть, но его нашли очернители и предложили силу уничтожить любую книгу, что он захочет. Он решил, что ими будут все книги Акутагавы, из-за которых душа их автора разрывалась и страдала. Для этого он решил проникнуть в библиотеку литераторов через призыв, но в ходе этого потерял память и потому стал искренне помогать литераторам. Вернув память, Акутагава-очернитель убивает всех находящихся в книге литераторов, кроме Дадзая, которого в последний момент спасает Кан, а затем поджигает библиотеку и заманивает всех остальных в «Зубчатые колёса», где избавляется уже от них. |                                                  |                                                    |                   |                   |                     |
| 13 | Зубчатые колёса (歯車 後編)                      | Рюноскэ Акутагава, «Зубчатые колёса»               | Тосинори Ватанабэ | Тосинори Ватанабэ | 8 августа 2020 года |
| Дадзай также проникает в «Зубчатые колёса» и вынужден для исправления сюжета стать предвестником смерти для её героя — Акутагавы. Вернувшись назад в библиотеку, очернитель призывает своих союзников. Алхимику удаётся переписать законы места и позволить использовать литераторам оружие в библиотеке. На помощь же Дадзаю приходят вновь объявившиеся из книг все «погибшие» литераторы, включая Сигу. Исход битвы решает дуэль между двумя Акутагавами. |                                                  |                                                    |                   |                   |                     |

## Критика
В превью аниме на основе первой серии западные критики отметили, что хотя используются известнейшие произведения авторов, входящие в японскую школьную программу, западный зритель, не знакомый с ними, многое теряет, так же как он теряет из-за того, что не знаком, даже поверхностно, с биографиями писателей. Персонажи привлекательны, но подобный дизайн довольно типичен для бисёнэнов в играх, основной целевой аудиторией которых являются девушки. В общем графика, глубина сюжета и характеров героев были сочтены невпечатляющими и посредственными. В аниме абсолютно очевидно его происхождения из гатя-игры. Единственным, что может привлечь зрителя, является связь персонажей с реальными личностями и их произведениями как в Fate или Touken Ranbu. В то же время смесь реальных фактов с бисёнэнами, размахивающими фэнтезийным оружием, дает произведению странный парадоксальный тон. Лучшей частью была названа начальная заставка — использование визуальных трюков, таких как витражные рисунки, делает её замечательной, а сопровождающая композиция была сочтена фанатами одной из лучших начальных песен в аниме в 2020 году.
Общая идея произведения делает его схожим с «Прозой бродячих псов» и Aoi Bungaku. С первым его объединяет выбор персонажей и идея сражения писателей, со вторым — выбор произведений для экранизации. Тема важности литературы как искусства и способа самовыражения находит отражение в аниме, хотя анализ самих произведений довольно поверхностен и упрощен.
В переводе на английский «очернители» получили имя англ. Taints, что многие критики сочли неудачным и/или неловким решением, способным оказать существенное влияние на общее впечатление от аниме.